# Gianandrea Noseda
Gianandrea Noseda (Sesto San Giovanni, 23 aprile 1964) è un direttore d'orchestra italiano.
Ha studiato pianoforte, composizione e direzione d'orchestra al conservatorio Giuseppe Verdi di Milano perfezionandosi poi con Donato Renzetti, Chung Myung-whun e Valery Gergiev.

## Biografia
Nel 1994 ha vinto il concorso internazionale della direzione d'orchestra di Cadaqués ed è diventato direttore principale della Cadaqués Orchestra, direttore principale ospite della Orchestra filarmonica di Rotterdam e da giugno 2000 direttore artistico delle Settimane Musicali di Stresa e del Lago Maggiore.
Nel 1997 è stato invitato da Valerij Gergiev come Principale Direttore Ospite, al Teatro Mariinskij di San Pietroburgo primo direttore straniero ad ottenere questa nomina nella storia del teatro Mariinskij. Con questo teatro ha partecipato alla trasferta nel 2000 dirigendo Guerra e pace (Vojna i Mir) di Sergej Prokof'ev al Teatro alla Scala di Milano con Anna Netrebko ed al Royal Opera House, Covent Garden di Londra. Nel luglio 2001 dirige La forza del destino nella trasferta al Covent Garden.
Nel dicembre 2001 gli è stata affidata la Direzione Principale della BBC Philharmonic, incarico che assunse nel settembre 2002 e nel luglio 2003 estese il suo contratto fino al 2006.. È anche direttore d'onore della Israel Philharmonic dal Maggio 2011.
Nel 2002 debutta al Metropolitan Opera House di New York con Guerra e pace di Prokof'ev con Dmitrij Chvorostovskij e la Netrebko.
Alla guida della BBC Philharmonic ha partecipato, nel 2005, al progetto della BBC Radio 3 "The Beethoven Experience" dirigendo le nove sinfonie di Beethoven a Manchester rese poi disponibili da scaricare su internet.
Nel febbraio 2006 al Metropolitan dirige La forza del destino con Salvatore Licitra, Samuel Ramey e Juan Pons.
Nell'ottobre dello stesso anno Noseda ha esteso il contratto con la BBC Philharmonic per altri due anni e venne nominato direttore d'onore. Ha lasciato l'incarico alla fine della stagione 2010-2011 prendendo poi il titolo di Conductor Laureate.
Nel 2007 dirige la Filarmonica della Scala in un concerto alla Scala trasmesso dalla RAI, torna al Met con Un ballo in maschera ed è stato nominato Direttore Musicale del Teatro Regio di Torino.
Ancora al Met nel 2009 dirige Il trovatore con Dolora Zajick, nel 2010 La traviata, nel 2011 Lucia di Lammermoor con Diana Damrau e Rolando Villazón e nel 2012 Macbeth.
Nuovamente alla Scala nel 2011 dirige un concerto e nel 2012 la prima rappresentazione di Luisa Miller con Leo Nucci.
Nel 2011 dirige la National Symphony Orchestra di Washington in un concerto con Radu Lupu al Kennedy Center.
Nel 2012 debutta al Wiener Staatsoper dirigendo I vespri siciliani con Ferruccio Furlanetto; dirige la Chicago Symphony Orchestra in un concerto con musiche di Sergej Rachmaninov al Ravinia Festival di Highland Park (Illinois) e La bohème e Rigoletto a San Pietroburgo.
Nel 2012 esce il volume Democrazia della musica di Giorgio Soro (Celid casa editrice, Torino) con filmati originali e video interviste al Maestro.
Nel 2013 a San Pietroburgo dirige Le nozze di Figaro ed Il trittico, ad Aix-en-Provence Rigoletto ed a Verbier la Messa da requiem (Verdi).
Nel maggio 2015 a Berlino dirige tre straordinari concerti alla guida dei Berliner Philharmoniker.
Nel 2016 diventa direttore ospite principale della London Symphony Orchestra e vince l'International Opera Awards.
Nel gennaio del 2016 è stato nominato settimo direttore della National Symphony Orchestra e ha iniziato il suo mandato quadriennale con la stagione 2017/2018. Nel settembre del 2018 il suo contratto viene prorogato di altri quattro anni fino alla stagione 2024/2025.
Nell'aprile 2018 annuncia la sua volontà di interrompere il rapporto con il Teatro Regio di Torino al termine della stagione operistica.

### Rapporto con il Teatro Regio di Torino
Noseda esordisce nella sua prima produzione lirica in veste di Direttore musicale a Torino nell'ottobre 2007 dirigendo Falstaff con Ruggero Raimondi e Barbara Frittoli ed inaugura la Stagione 2007-2008 de I Concerti del Teatro Regio con il Requiem di Verdi, nel 2008 in febbraio Salomè con Nicola Beller Carbone, in settembre La bohème, in novembre un concerto, in dicembre dirige per la prima volta Thaïs di Jules Massenet, nel 2009 la Sinfonia n. 9 di Beethoven, La dama di picche con Anja Silja, con il Coro del Regio il Requiem di Verdi a Grafenegg e musiche di Rachmaninov in concerto con il Coro torinese e la BBC Philharmonic a Torino ed a Stresa, I pianeti di Holst, La traviata trasmessa anche nel programma televisivo Loggione di Canale 5, un concerto e L'uccello di fuoco, nel 2010 Manfred di Robert Schumann, Boris Godunov protagonista di una puntata della trasmissione di Rai Tre Prima della Prima ed un concerto portato anche al Teatro degli Arcimboldi di Milano, nel 2011 un concerto, I vespri siciliani, la Sinfonia n. 8 di Mahler a Torino ed alla Sagra Musicale Malatestiana di Rimini, in settembre ed ottobre l'Orchestra ed il maestro hanno eseguito la prima assoluta di Leggenda di Alessandro Solbiati e l'integrale delle Sinfonie di Beethoven in quattro concerti ed in dicembre Fidelio e nel 2012 Tosca con Svetla Vasileva, Marcelo Alvarez, Lado Ataneli, Matteo Peirone trasmessa su Rai Tre nel programma Prima della Prima e L'olandese volante e nel 2013 in aprile Don Carlo con Ramón Vargas ripreso dalla RAI e portato anche al Théâtre des Champs-Elysées ed in maggio Eugenio Onegin.
Con il maestro, l'Orchestra e il Coro del Teatro Regio sono stati ospiti a Wiesbaden con Rigoletto nel 2008 e, nel 2010, hanno tenuto una tournée in Giappone ed in Cina, portando a Tokyo La traviata con Natalie Dessay ed a Yokohama e Shanghai per l'Expo 2010 La bohème con la Frittoli, tenendo due concerti sinfonico-corali. Sempre nel 2010 il Regio ha confermato Noseda fino al 2014.
Nel 2011, sempre sotto la guida di Noseda, hanno raggiunto diverse città della Spagna (con la Messa da Requiem a Castellón de la Plana, Madrid, Oviedo e Saragozza ed a Murcia un concerto dedicato alle opere ed alle composizioni sacre di Verdi), Parigi (un concerto al Théâtre des Champs-Élysées) e nuovamente il festival di Wiesbaden con La traviata.
Nel gennaio 2012 hanno eseguito Tosca in forma di concerto al Théâtre des Champs-Élysées di Parigi e la trasmissione Prima della Prima di Rai3 ha dedicato una puntata al Fidelio di Mario Martone e Noseda.
L'Orchestra e il Coro del Teatro con Noseda figurano nei video di due produzioni delle Stagioni d'Opera del Regio: Thaïs di Massenet nell'allestimento di Stefano Poda (ArtHaus/Rai Trade) e Boris Godunov di Musorgskij, regia di Andrej Končalovskij (Opus Arte/Rai Trade) (di cui esiste un servizio della trasmissione La Musica di Rai 3). La rivista BBC Music Magazine ha inserito la produzione del Teatro Regio di Thaïs con la Frittoli tra le 20 opere più memorabili dei precedenti 20 anni.

### Direzione d'orchestra
Gianandrea Noseda dirige sia musica sinfonica che operistica. Alla guida della BBC Philharmonic ha inciso numerosi CD per l'etichetta Chandos con musiche di Prokof'ev, Dallapiccola (compresa la prima mondiale della Partita di Dallapiccola), Dvořák, Liszt, Karłowicz, Shostakovich, Rachmaninov, e Respighi. Ha diretto le maggiori orchestre sinfoniche negli Stati Uniti (New York Philharmonic, Chicago Symphony, Pittsburgh Symphony, Philadelphia Orchestra, Cleveland Orchestra e Los Angeles Philharmonic), in Europa (London Symphony, Filarmonica di Oslo, Swedish Radio Orchestra, Orchestra nazionale sinfonica danese, Orchestre de Paris, Orchestre National de France, DSO Berlin, Hr-Sinfonieorchester di Francoforte, Wiener Symphoniker, Wiener Philharmoniker) e in Giappone (Tokyo Symphony Orchestra, NHK Symphony Orchestra).

## Onorificenze
- Sesto d'oro - il 24 giugno 2019 la sua città natale gli attribuisce la benemerenza civica.[25]

## Discografia parziale
- Bocelli, Aria: The Opera Album, Orchestra del Maggio Musicale Fiorentino, 1998 Philips
- Britten, War Requiem - Gianandrea Noseda/London Symphony Orchestra/Simon Keenlyside/Ian Bostridge/London Symphony Chorus/Choir of Eltham College/Sabina Cvilak, 2012 LSO
- Mozart, Arie - D'Arcangelo/Noseda/OTRT, 2010 Deutsche Grammophon
- Verdi, Arie - Villazón/Noseda/Orch. del Teatro Regio di Torino, 2012 Deutsche Grammophon
- Netrebko, Opera Arias - Noseda/WPO, 2003 Deutsche Grammophon
- Netrebko, The woman, the voice - Netrebko/Noseda/WPO, 2004 Deutsche Grammophon DVD
- Netrebko, Verdi - Anna Netrebko/Orchestra del Teatro Regio di Torino/Gianandrea Noseda, 2013 Deutsche Grammophon - prima posizione per due settimane in Austria, sesta in Germania ed ottava nella Classical Albums
- Liszt, Symphonic Poems, BBC Philharmonic Orchestra, Gianandrea Noseda, 2008 Chandos
- Smetana, Orchestral Music, BBC Philharmonic Orchestra, Gianandrea Noseda, 2009 Chandos